# رستاخیز مسیح: بخش یک
مصائب مسیح: رستاخیز - فصل اول (به انگلیسی: The Passion of the Christ: Resurrection - Chapter I) (همچنین با نام مصائب مسیح ۲ - فصل اول شناخته می‌شود) یک فیلم درام حماسی و وابسته به کتاب مقدس به نویسندگی و کارگردانی مل گیبسون است. این فیلم با بازی جیمز کاویزل در نقش عیسی، دنباله‌ای بر مصائب مسیح (۲۰۰۴) است که در آن بر سه روز بین تصلیب عیسی و رستاخیز وی تمرکز خواهد کرد. در کنار کاویزل، مایا مورگنشترن و فرانچسکو دی ویتو به ترتیب در نقش‌های مریم و پطرس بازی خواهند کرد.

## پیش‌زمینه
این فیلم که دنباله‌ای بر مصائب مسیح (۲۰۰۴) است، بر وقایعی تمرکز خواهد کرد که سه روز پس از تصلیب عیسی و رستاخیز او، هنگامی که عیسی به سینه ابراهیم فرود آمد، تمرکز دارد، همان جایی که او قدیسان عهد عتیق را موعظه کرد و احیا شد. گیبسون در مصاحبه‌های جداگانه‌ای گفته است که سقوط فرشتگان و وحشت جهنم نیز بخش‌های کلیدی این فیلم خواهند بود.
در ژوئیه ۲۰۲۳، گیبسون اظهار داشت که دو نسخه از فیلمنامه‌ای دارد که روی آن کار می‌کند. یکی زمین‌گیرتر است، در حالی که دیگری قلمروهای مختلف را کاوش می‌کند و شامل فرشتگان مغضوب در جهنم می‌شود. گیبسون گفت: «من دو فیلمنامه دارم و یکی از آنها بسیار ساختارمند و قوی است و چیزی بیشتر از آن چیزی است که باید انتظارش را داشت و دیگری مانند یک تجربه روان‌گردان است؛ زیرا شما در حال رفتن به عرصه‌های دیگر و دیدن چیزهای دیگر هستید؛ یعنی شما در جهنم هستید و فرشته‌ها را تماشا می‌کنید که دیوانه کننده است.»
به گفته ادوارد پنتین از ثبت ملی کاتولیک، این فیلم «گام به گام وقایع منتهی به رستاخیز را که توسط رسولان تجربه می‌شود پوشش می‌دهد، اما همچنین دسیسه‌هایی را که در کاخ هرود بزرگ رخ داده است را دنبال می‌کند و با حوادثی که در اورشلیم در روز یکشنبه رستاخیز رخ داد به پایان می‌رسد. علاوه بر این، رستاخیز یک فیلم غیرخطی و درون‌نگر خواهد بود که در آن «سایر قلمروها» و «ابعاد» بررسی می‌شوند. عنوان فیلم حاکی از آن است که قسمت ۲ در راه است و در تاریخ بعدی منتشر خواهد شد. به گفته کاویزل، «... ممکن است دو فیلم باشد. می‌تواند سه باشد، اما فکر می‌کنم فقط دو تا باشد».

## بازیگران
- جیمز کاویزل در نقش عیسی مسیح
- مایا مورگنشترن در نقش مریم مقدس، مادر عیسی
- فرانچسکو د ویتو در نقش پطرس

## تولید

### توسعه
در ژوئن ۲۰۱۶، نویسنده رندل والاس اظهار داشت که او و گیبسون کار بر روی دنباله‌ای از مصائب مسیح را آغاز کرده‌اند که بر رستاخیز عیسی و وقایع پیرامون رستاخیز متمرکز است. والاس پیش از این با گیبسون به عنوان فیلمنامه‌نویس برای شجاع‌دل (۱۹۹۵) و کارگردان فیلم ما سرباز بودیم (۲۰۰۲) کار کرده بود. در سپتامبر همان سال، گیبسون علاقه خود را برای کارگردانی آن ابراز کرد. او تخمین زد که اکران این فیلم هنوز «احتمالاً سه سال دیگر» باقی مانده است و «این یک پروژه بزرگ است».

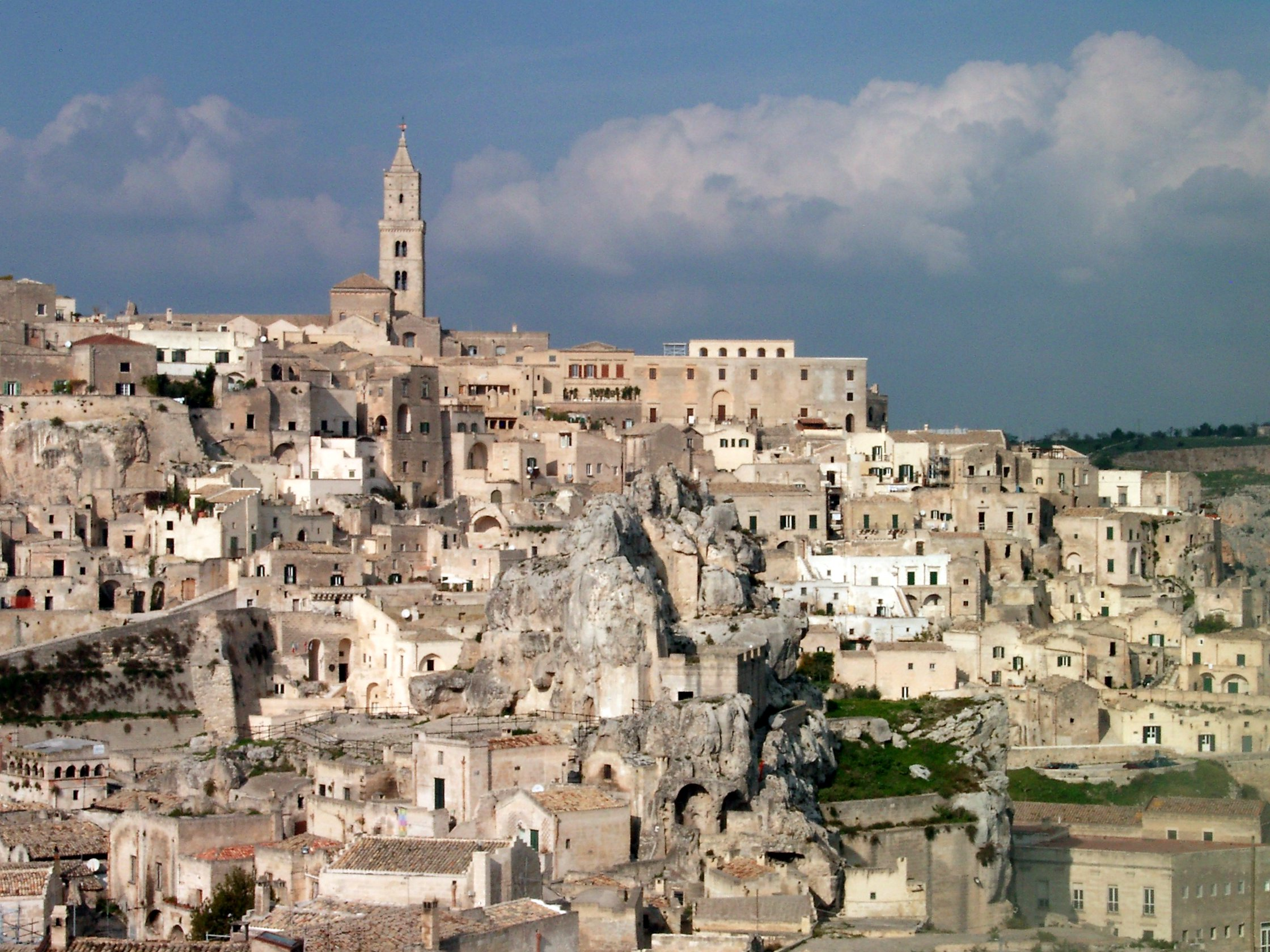
ماترا، ایتالیا

در ژانویه ۲۰۱۸، کاویزل در حال مذاکره با مل گیبسون برای ایفای نقش خود در نقش عیسی در دنباله بود. در مارس ۲۰۲۰، کاویزل در مصاحبه‌ای اظهار داشت که این فیلم در پنجمین پیش نویس خود قرار دارد. اواخر همان سال، کاویزل گفت که گیبسون پیش نویس سوم فیلمنامه را برای او فرستاده است. کاویزل اظهار داشت که «این فیلم بینندگان را شوکه خواهد کرد» و پیش‌بینی کرد که «این بزرگ‌ترین فیلمی خواهد بود که جهان تا به حال دیده است.»

### فیلمبرداری
در ژانویه ۲۰۲۳، گزارشی اعلام کرد که تولید فیلم در اواسط سال ۲۰۲۳، در حدود بهار آغاز می‌شود و جیمز کاویزل قرار است در نقش عیسی بازگردد. هریستو ژیوکوف گزارش شده بود که نقش خود را در نقش یوحنا بازی کند، اما او در مارس ۲۰۲۳ بر اثر سرطان درگذشت.
تصویربرداری اصلی در ۳۰ آوریل ۲۰۲۳ آغاز شد. این فیلم به‌طور مستقل تولید و در ایتالیا در چینه‌چیتا استودیو در رم، و در لوکیشن‌هایی در شهرهای ماترا و شهر ارواح کراکو، هر دو در منطقه باسیلیکاتا فیلمبرداری شد. قسمت‌هایی از این فیلم نیز در مکزیک فیلمبرداری می‌شود.

## انتشار
در آگوست ۲۰۲۵، لاینزگیت فیلمز تاریخ انتشار دنباله را اعلام کرد که در دو بخش خواهد بود: بخش ۱ در جمعه نیک، ۲۶ مارس ۲۰۲۷ و بخش ۲ در روز عروج، ۶ مه ۲۰۲۷ منتشر خواهد شد.